# Wettenberg
Wettenberg est une municipalité allemande située dans le land de la Hesse et l'arrondissement de Giessen.

## Personnalités liées à la ville
- Cunégonde de Luxembourg (975-1033), impératrice née au château de Gleiberg.